# Mittlerer Klee
Der Mittlere Klee (Trifolium medium), auch Zickzack-Klee genannt, ist eine Pflanzenart aus der Gattung Klee (Trifolium) in der Unterfamilie der Schmetterlingsblütler (Faboideae) innerhalb der Familie der Hülsenfrüchtler (Fabaceae).

## Beschreibung

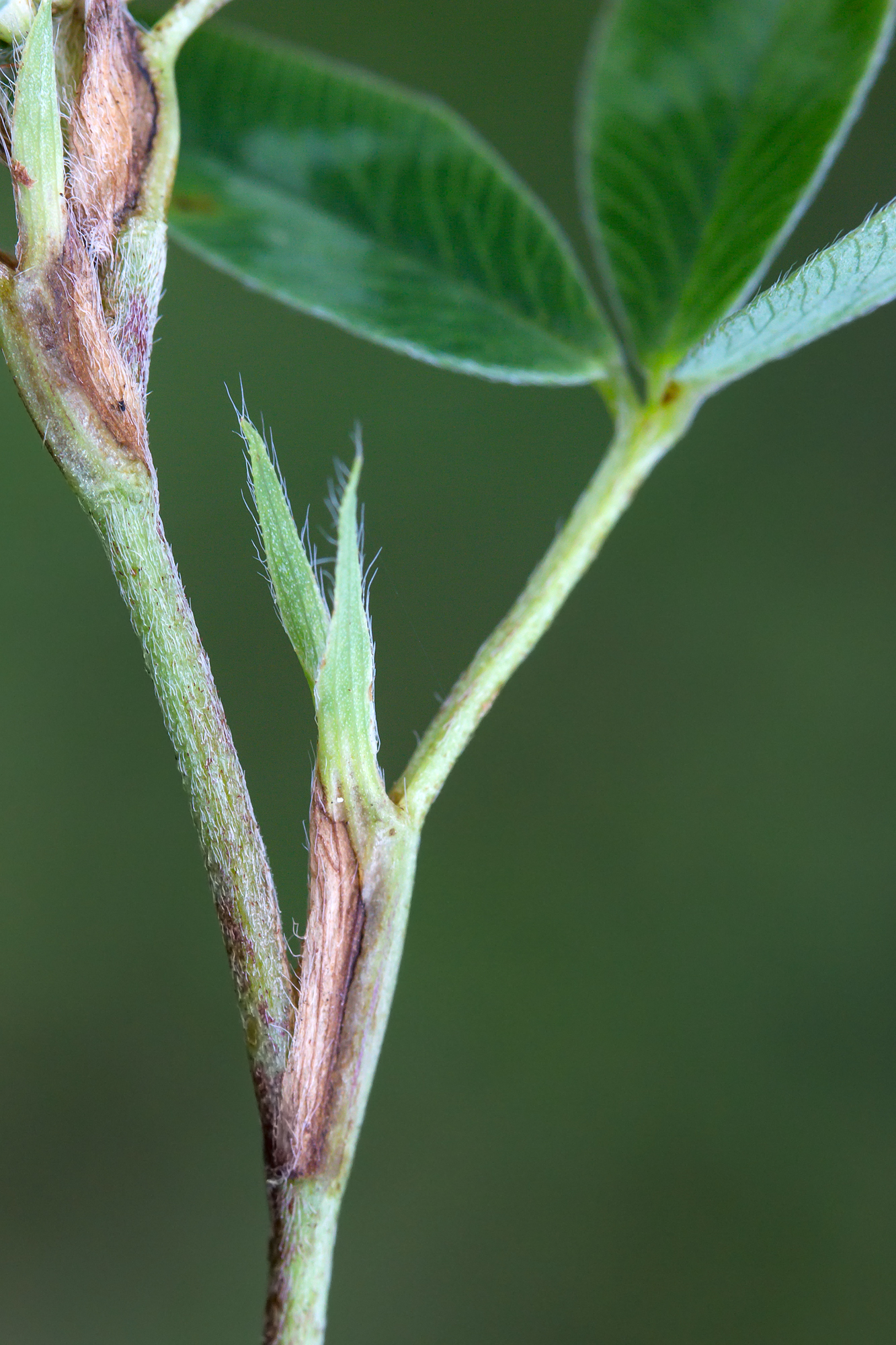
Nebenblätter und typisches Zickzack-Muster der Sprossachse

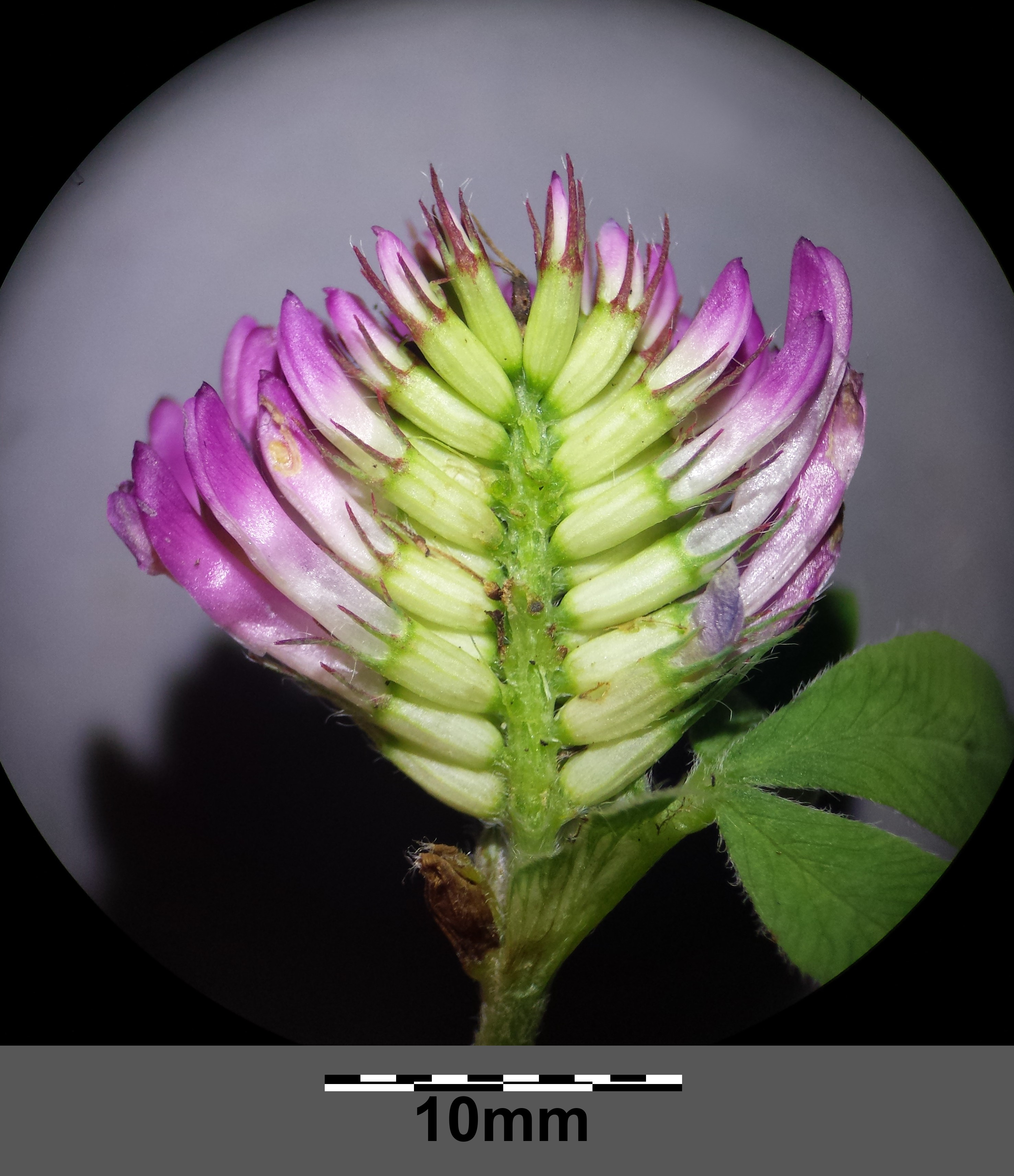
Blütenstand, bei dem die vorderen Blüten entfernt wurden, damit die Blütenstandsrhachis und die zygomorphen Blüten im Detail erkennbar sind

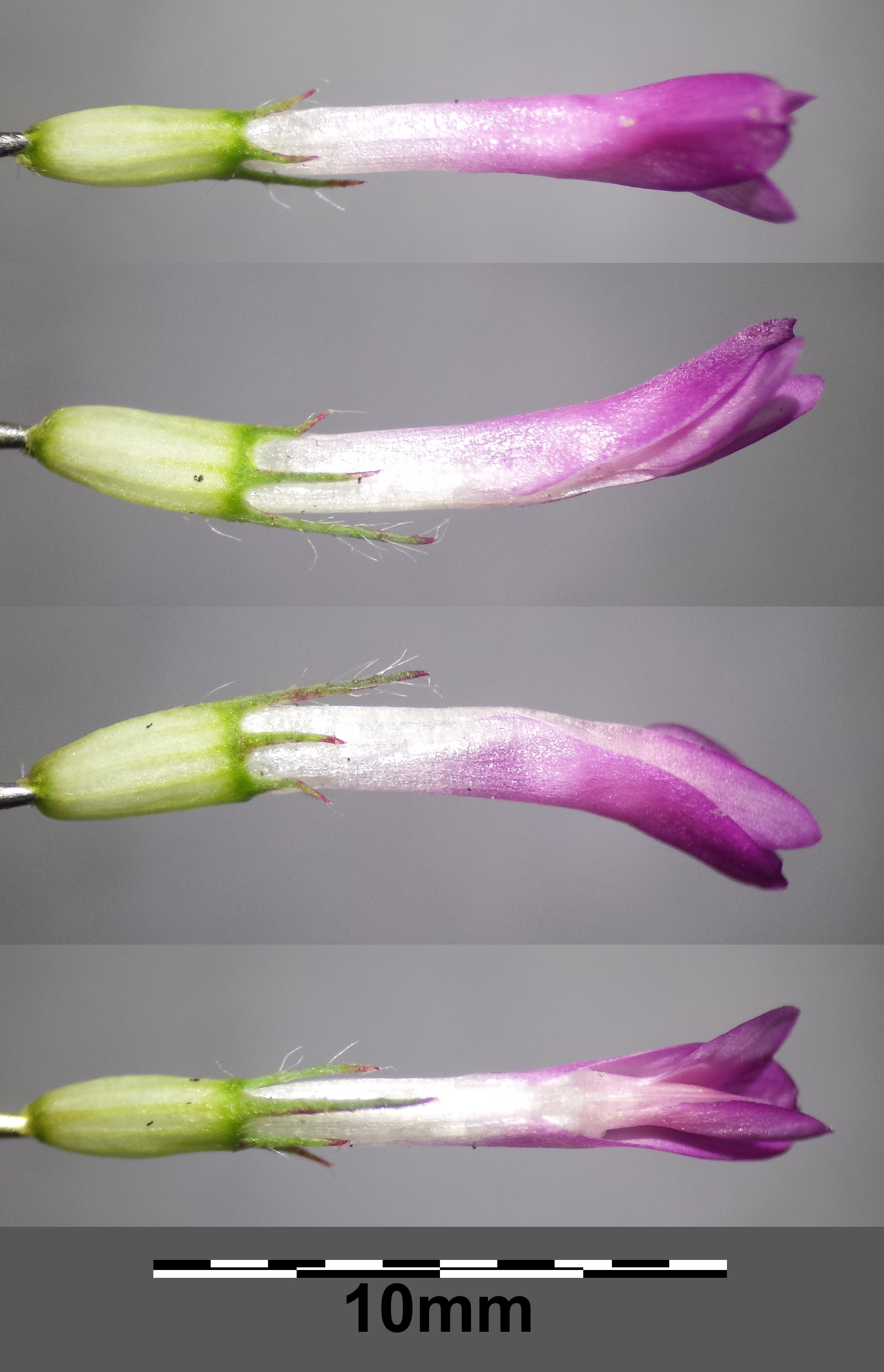
Zygomorphe Blüten im Detail, erkennbar sind Blütenkelch und -krone

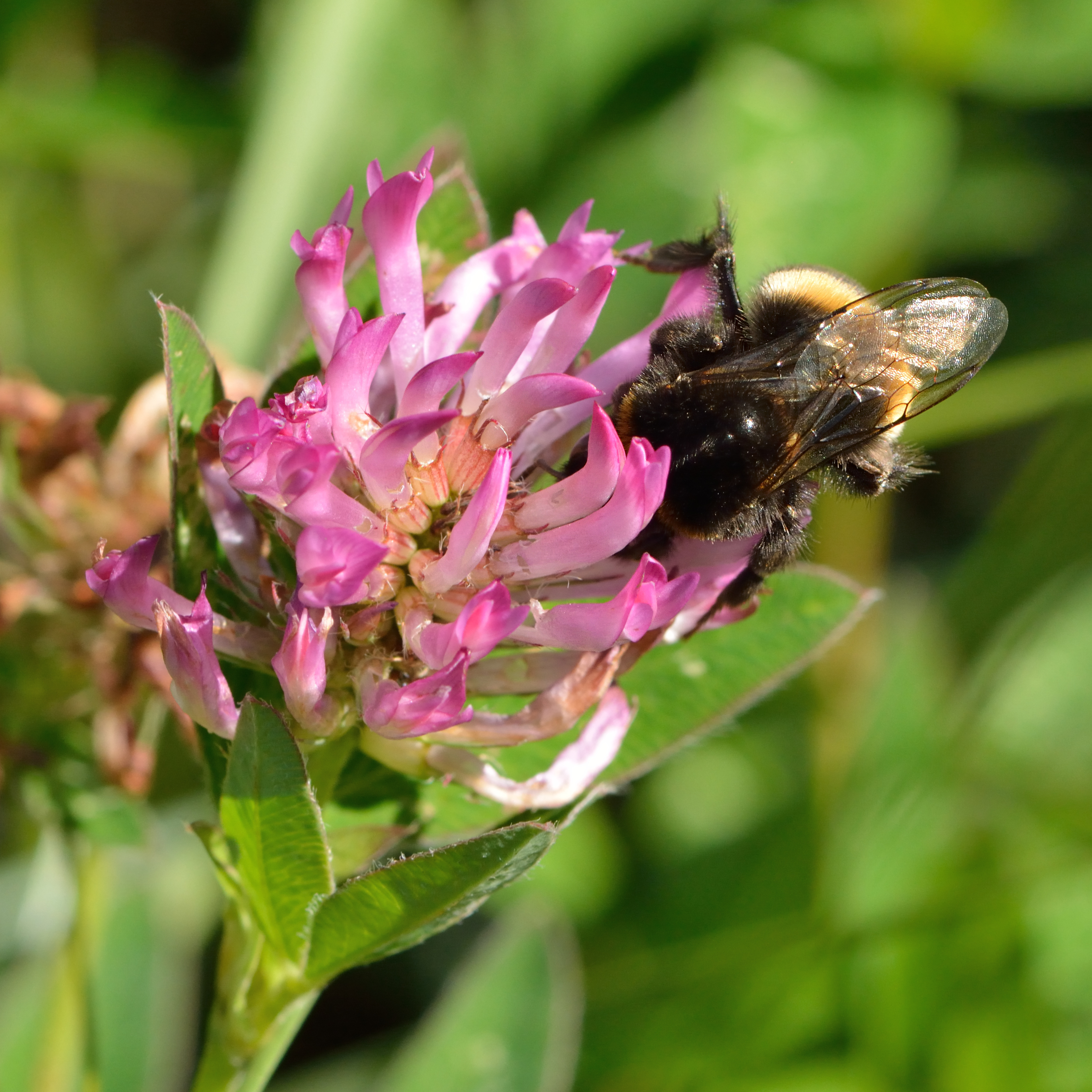
Bestäubung durch eine Dunkle Erdhummel (Bombus terrestris)

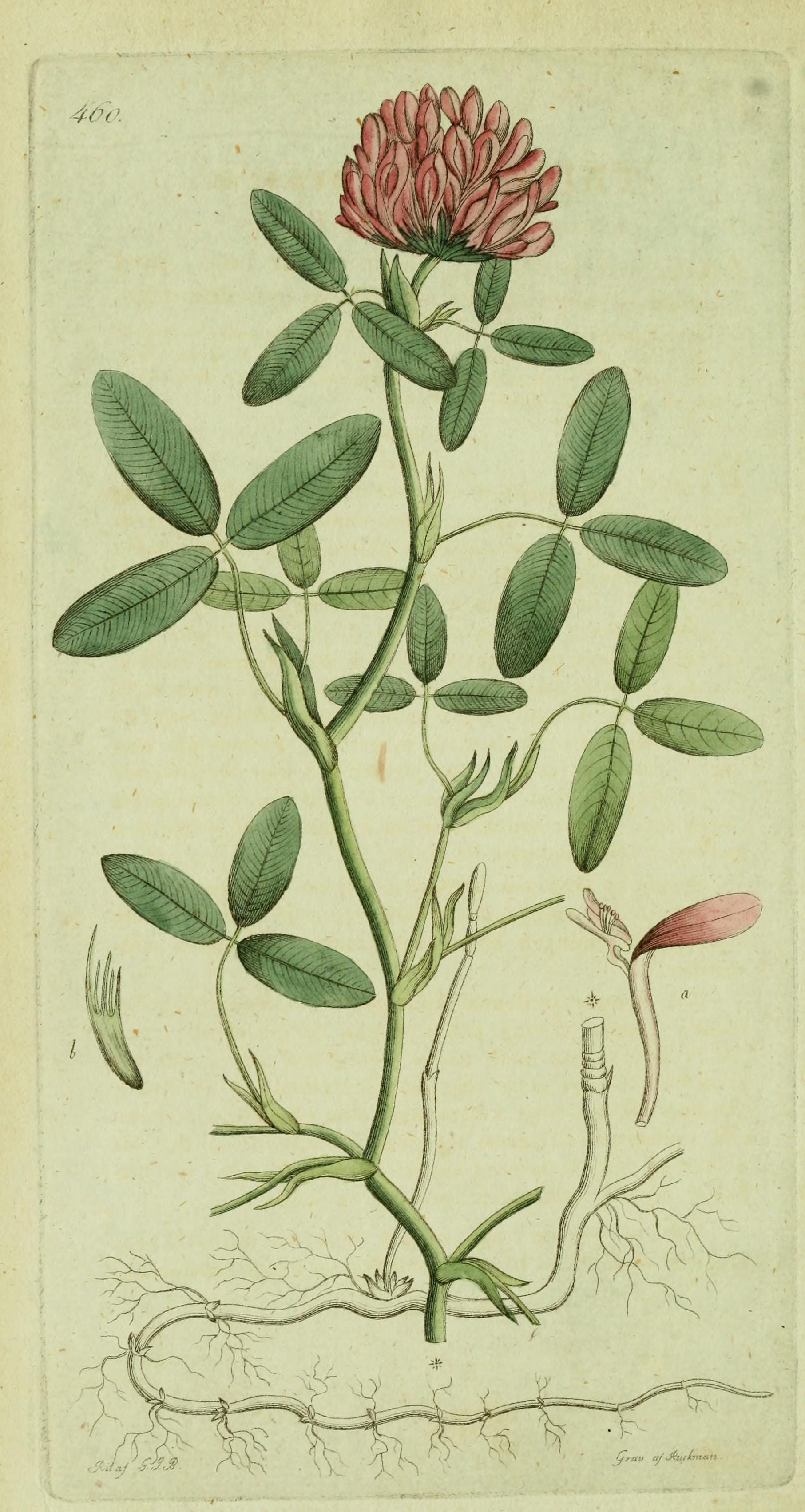
Illustration aus Svensk Botanik, 1812

Trifolium medium ist sehr variabel in Mittel- und Südeuropa und deshalb wurden mehrere Subtaxa beschrieben, die allerdings nicht von allen Autoren akzeptiert sind.

### Vegetative Merkmale
Der Mittlere Klee ist eine sommergrüne, ausdauernde, krautige Pflanze, die Wuchshöhen von meist 30 bis 45 (10 bis 65) Zentimetern erreicht. Der aufsteigende Stängel ist meist hin- und hergebogen, aber mit geraden Internodien („Zickzack-Klee“) und oft verzweigt. Der oft rötlich überlaufene oder gestrichelte Stängel ist fast kahl bis zerstreut angedrückt behaart, selten sind im oberen Bereich ausgebreitete Trichome vorhanden. Der Mittlere Klee besitzt eine lange Pfahlwurzel, Rhizom und weitkriechende Ausläufer.
Die wechselständig am Stängel angeordneten Laubblätter sind in Blattstiel und -spreite gegliedert. Der Blattstiel ist meist länger als die Nebenblätter. Die Blattspreite ist dreiteilig handförmig gefingert. Die Blättchen sind bei einer Länge von 1,5 bis 5 Zentimetern oder 2 bis 6 Zentimetern sowie einer Breite von 0,9 bis 2 (0,5 bis 3,5) Zentimetern länglich-elliptisch bis eiförmig, verkehrt-eiförmig oder elliptisch oder eilanzettlich. Die weitgehend ganzrandigen Blättchen besitzen oft eine hellere oder rotbraune Querbinde. Die beiden krautigen, lanzettlichen, verschmälerten und am oberen Bereich bewimperten Nebenblätter sind meist auf weniger als der Hälfte ihrer Länge mit dem Blattstiel verwachsen, der freie Teil in eine lange Spitze ausgezogen.

### Generative Merkmale
Die Blütezeit liegt vorwiegend in den Monaten Juni bis Juli, oder seltener August, oder reicht in der Schweiz von Mai bis Juli. Der Blütenstand ist anfangs fast sitzend, später ist ein  ±kurzer Blütenstandsschaft erkennbar. In der Regel besitzt ein Pflanzenexemplar nur einen einzelnen, bei einer Länge von etwa 3 Zentimetern sowie einem Durchmesser von meist 2 bis 3 Zentimetern kugel- bis eiförmigen, köpfchenförmigen Blütenstand, der am Grunde normalerweise keine Hochblätter hat.
Die zwittrige Blüte ist zygomorph und fünfzählig mit doppelter Blütenhülle. Die fünf Kelchblätter sind verwachsen. Der selten im oberen Bereich mit ausgebreiteten Trichomen behaarte, verkahlende und meist auch außen kahle, grünlich-weiße Kelch ist meist zehnnervig (selten zwanzignervig) und durch einen zweilippigen, behaarten Ringwulst fast geschlossen. Die fünf fadenförmigen Kelchzähne sind mehr oder weniger dicht bewimpert und ungleich lang. Die meist 15 bis 18 (12 bis 20) Millimeter lange Krone ist hell-purpurrot, sehr selten auch weiß und besitzt die typische Form einer Schmetterlingsblüte. Kronblätter und Staubblätter sind zu einer 8 bis 9 Millimeter langen Röhre verwachsen.
Die Hülsenfrucht ist rundlich-eiförmig und springt in Fruchtklappen längs auf. Die Samen sind hellbraun und dreikantig.

### Chromosomensatz
Die Chromosomenzahl beträgt x = 7; und die Chromosomenzahlen betragen 2n = etwa 70, 78 bis 80, 82, 84, 98 oder 126.

## Ökologie
Beim Mittleren Klee handelt es sich um einen mesomorphen Hemikryptophyten. Es kann auch vegetative Vermehrung erfolgen.
Männliche und weibliche Blütenorgane sind gleichzeitig fertil. Der Mittlere Klee ist xenogam: es erfolgte obligate Fremdbefruchtung. Es liegt gametophytische Selbst-Inkompatibilität, dabei keimen alle Pollen auf der Narbe, aber das Pollenschlauchwachstum stoppt aber im Griffel, wenn das im haploiden Pollen exprimierte Allel einem der Allele im Griffel gleicht, Selbstbefruchtung und Samenansatz wird durch diesen genetisch festgelegte Mechanismus verhindert.
Blütenökologisch handelt es sich um Schmetterlingsblumen vom Fabaceentyp mit Klappeinrichtung. Die Bestäubung erfolgt meist durch Insekten. Als Belohnung für die Bestäuber ist Nektar vorhanden. Bestäuber sind Hymenopteren.
Die Diaspore ist die Hülsenfrucht mit einem Anhängsel. Es erfolgt Ausbreitung der Diasporen auf der Oberfläche von Tieren (Epichorie) oder durch den Wind (Anemochorie).

## Verwechslungsmöglichkeiten
Verwechslungsmöglichkeiten bestehen insbesondere mit dem Wiesen-Klee (Trifolium pratense).

## Vorkommen
Trifolium medium kommt in weiten Teilen Europas vor und östlich reicht sein Verbreitungsgebiet von Vorderasien über Kaukasien bis zum westlichen Sibirien. Es gibt Fundortangaben für Deutschland, Österreich, Liechtenstein, die Schweiz, Italien, Monaco, Korsika, Frankreich, Andorra, Gibraltar, Spanien, Portugal, Polen, die ehemalige Tschechoslowakei, das ehemalige Jugoslawien, Albanien, Bulgarien, Griechenland, Rumänien, Ungarn, die Niederlande, Belgien, Luxemburg, Dänemark, Norwegen, Schweden, Finnland, Estland, Litauen, Lettland, das Vereinigte Königreich, Irland, den europäischen Teil Russlands, Belarus, Moldawien, die Ukraine, die Krim, die Türkei, den nördlichen Iran, Ciskaukasien, Armenien, Aserbaidschan, Georgien westlichen Sibirien und vielleicht Ägypten.
Der Mittlere Klee ist sowohl in Deutschland, Österreich als auch der Schweiz allgemein verbreitet und meist häufig zu finden; nur in Nordwestdeutschland fehlt er streckenweise.
Trifolium medium wächst in Mitteleuropa in Halbtrockenrasen und Trockenbuschgesellschaften. Er gedeiht am besten auf warmen, nährstoffreichen, kalkhaltigen und lehmigen Böden. Er ist eine Charakterart des Verbands Trifolion medii, kommt aber auch in Pflanzengesellschaften der Ordnung Prunetalia oder des Verbands Potentillo-Quercion petraeae vor. Der Mittlere Klee gedeiht in der Schweiz in lichte Wälders, Gebüschen und an Wegränder in der kollin-montanen bis -subalpinen Höhenstufe. In den Allgäuer Alpen steigt er am Südwestgrat des Heiterbergs in Vorarlberg bis in eine Höhenlage von 2100 Metern auf.
Die ökologischen Zeigerwerte nach Landolt et al. 2010 sind in der Schweiz: Feuchtezahl F = 2+ (frisch), Lichtzahl L = 3 (halbschattig), Reaktionszahl R = 3 (schwach sauer bis neutral), Temperaturzahl T = 3+ (unter-montan und ober-kollin), Nährstoffzahl N = 3 (mäßig nährstoffarm bis mäßig nährstoffreich), Kontinentalitätszahl K = 3 (subozeanisch bis subkontinental).

## Systematik
Die Erstveröffentlichung von Trifolium medium erfolgte 1759 durch Carl von Linné in Amoenitates Academicae, 4. Auflage, S. 105. Das Artepitheton medium bedeutet „der Mittlere“. Homonyme sind Trifolium medium Griseb. und Trifolium medium L. nom. nud. veröffentlicht in Flora Suecica, Editio Secunda Aucta et Emendata, 558. Ein Synonym für Trifolium medium L. ist Trifolium flexuosum Jacq.
Die Art Trifolium medium gehört zur Untersektion Intermedia der Sektion Trifolium innerhalb der Gattung Trifolium.

## Nutzung
Trifolium medium wird in einigen Teilen der Welt angebaut, beispielsweise in den chinesischen Provinzen Hebei sowie Shaanxi.

## Weiterführende Literatur
- Joanna Kolodziejczyk-Czepas: Trifolium species – the latest findings on chemical profile, ethnomedicinal use and pharmacological properties. In: Journal of Pharmacy and Pharmacology Volume 68, Issue 7, 2016, S. 845–861. doi:10.1111/jphp.12568
- Bronislava Butkutė, Nijolė Lemežienė, Audrius Padarauskas, Eglė Norkevičienė, Lukas Taujenis: Chemical Composition of Zigzag Clover (Trifolium medium L.). In: Breeding Grasses and Protein Crops in the Era of Genomics, 2018, ISBN 978-3-319-89577-2, S. 83–87. doi:10.1007/978-3-319-89578-9_15

- Karte mit allen verlinkten Seiten:
- OSM |
- WikiMap